# Ripley Castle
Ripley Castle är ett engelskt country house som ligger i Ripley i North Yorkshire, Yorkshire och Humber i England (ungefär fem kilometer norr om Harrogate). När Sir Thomas Ingleby gifte sig med arvtagerskan Edeline Thwenge antingen 1308 eller 1309 fick han mottaga Ripley Castle som hemgift. När Sir John Ingleby (1434–1499) senare ärvde Ripley Castle från sin far valde han att bygga till en corps de garde innan han blev munk vid Mount Grace Priory. Sir William Ingleby (1518–1578) i sin tur byggde till tornet på byggnaden 1548. Sir William Ingleby (1546–1618) bjöd in Jakob I av England att stanna i Ripley Castle när denne var på väg till sin kröning 1603. Dock blev Sir William indragen i krutkonspirationen när han tillät konspiratörerna att stanna i hans hem under tiden som de införskaffade hästar. Sir William arresterades och anklagades för landsförräderi, men friades.
Ripley Castle genomgick en stor ombyggnation 1783–1786 av William Belwood. När Sir William Amcotts-Ingilby (1783–1854) senare bodde där raserade och byggde han om hela byn Ripley, tillsammans med ett hôtel de ville (kommunhus). Då Amcotts-Ingilby inte hade några direkta arvingar ärvdes Ripley Castle av hans kusin Henry John Ingilby. Än idag äger släkten Ingilby Ripley Castle.